# اچ‌ام‌اس ساکسلینگهام (ام۲۷۲۷)
اچ‌ام‌اس ساکسلینگهام (ام۲۷۲۷) (به انگلیسی: HMS Saxlingham (M2727)) یک کشتی بود. این کشتی در سال ۱۹۵۵ ساخته شد.